# Jenna Coleman
Jenna-Louise Coleman (Blackpool, Lancashire, Inglaterra, 27 de abril de 1986), más conocida como Jenna Coleman, es una actriz y modelo británica. Es conocida por aparecer en Emmerdale Farm y por interpretar a Clara Oswald, acompañante del Undécimo y Duodécimo Doctor, en la serie de ciencia ficción británica Doctor Who, apareciendo por primera vez en El manicomio de los Daleks, el 1 de septiembre de 2012.

## Biografía

### Primeros años
Coleman nació el 27 de abril de 1986, en Blackpool, Lancashire. Hija de Karen y Keith Coleman. Tiene un hermano mayor llamado Ben. Asistió a la Arnold School en Blackpool donde fue delegada de clase, consiguiendo sobresalientes en los niveles superiores. Hablando de su papel en Emmerdale, Coleman dijo que se arrepiente de no tener una experiencia universitaria convencional. Mientras estaba en el colegio, Coleman era miembro de una compañía de teatro llamada In Yer Space, con la que actuó en el Festival de Edimburgo en la obra Crystal Clear. Ganó un premio por su interpretación, mientras que la obra fue también recibida favorablemente.

### Carrera inicial
Mientras audicionaba para escuelas de arte dramático, Coleman consiguió el papel de Jasmine Thomas en Emmerdale Farm en 2005. En 2007 fue nominada para dos premios. En los British Soap Awards fue nominada como actriz revelación, y en los National Television Awards fue nominada como "Revelación más popular". En los British Soap Awards de 2009 fue nominada en las categorías de "Mejor actriz", "Mujer más sexy" y "Mejor interpretación dramática". También recibió una nominación a "Mejor actriz" en los TV Choice Awards. En mayo de 2009 se anunció que Coleman se uniría al drama de la BBC Waterloo Road, como "una chica dura", Lindsay James. Como para el momento en que fue elegida ya tenía 23 años, Coleman encontró la experiencia de volver a interpretar a una chica de colegio "surrealista".

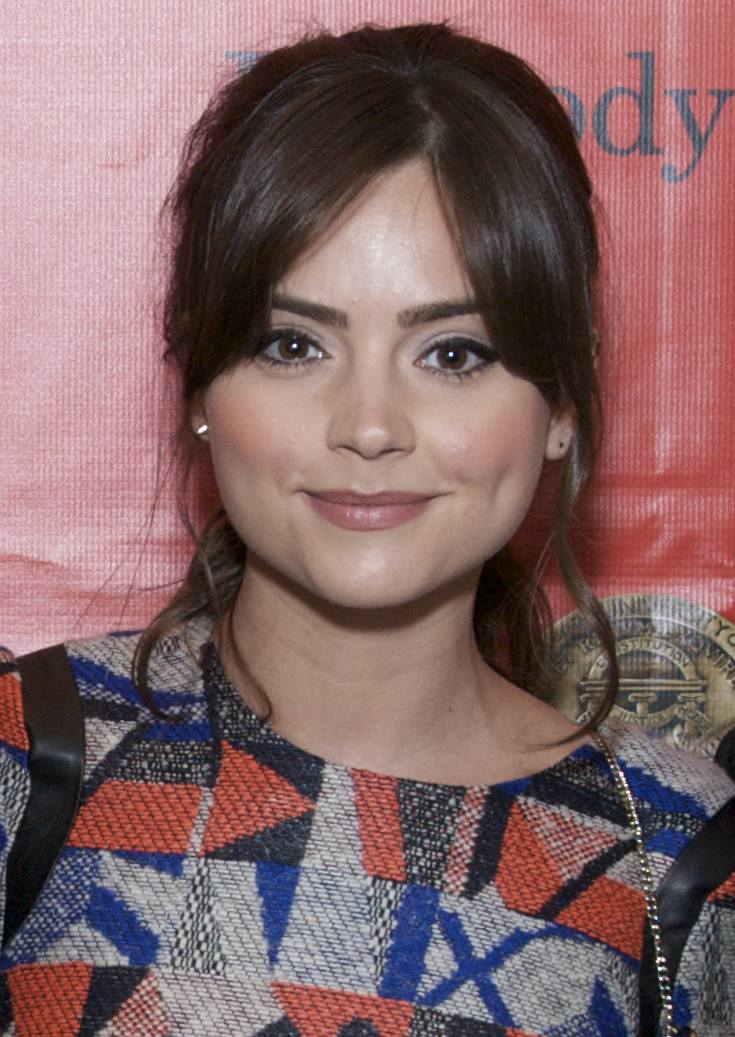
Coleman en los Peabody Awards.

En diciembre de 2010, se anunció que Coleman aparecería en una nueva adaptación televisiva para BBC Four de la novela de John Braine Room at the Top interpretando el personaje de Susan Brown. La adaptación tendría que haberse emitido originalmente en abril de 2011, sin embargo esto se canceló por una disputa de derechos entre la productora y el Estado de Braine. La disputa se resolvió en 2012 y la adaptación se emitió, en dos partes, en septiembre de ese mismo año. En 2011, hizo su debut en la gran pantalla en Capitán América: el primer vengador y después consiguió el papel de Annie Desmond en la miniserie de cuatro capítulos de Julian Fellowes de Titanic. Coleman describió el personaje de Annie como "una pequeña cockney descarada" y la "Eliza Doolittle" del barco.
Dio voz al personaje de Melia en el doblaje inglés del videojuego de 2011 Xenoblade Chronicles. En 2012 fue elegida para la serie dramática de Stephen Poliakoff Dancing on the Edge, la cual se emitió por el canal BBC Two en febrero de 2013. Interpretó a Lydia Wickham en la adaptación de Death Comes to Pemberley, que se emitió en la BBC, durante las navidades de 2013.

### Doctor Who(2012-2015)
El 21 de marzo de 2012, el productor de Doctor Who, Steven Moffat, confirmó en una rueda de prensa que Coleman interpretaría a la acompañante del Doctor junto a Matt Smith después del abandono de Karen Gillan y Arthur Darvill de la serie. Moffat la eligió para el papel porque era la que mejor trabajaba junto a Smith y podía hablar más rápido que él. Se presentó a los cástines para el papel en secreto, fingiendo que era para algo llamado Men on Waves, un anagrama de "Woman Seven" ("Mujer siete"), ya que ella aparecería por primera vez en la séptima temporada de la serie.
Aunque originalmente se anunció que su primera aparición como Clara sería en el episodio especial navideño de 2012, Coleman hizo una aparición sorpresa en el primer episodio de la séptima temporada de Doctor Who, "El manicomio de los Daleks", el 1 de septiembre de 2012, mientras que su última aparición como personaje principal fue el 5 de diciembre de 2015 en el capítulo "Huido del infierno", de la novena temporada, ya que había decidido dejar la serie para tomar el papel de  Victoria I de Inglaterra en la producción de la ITV Victoria.
Desde el 20 de junio de 2013, empezó a usar el nombre Jenna Coleman en todas sus apariciones, siendo anteriormente conocida como Jenna-Louise Coleman. Fue acreditada por primera vez como Jenna Coleman en el especial Doctor Who Live: The Next Doctor, que se emitió en agosto de 2013.

### Victoria
En 2016 protagonizó la miniserie de 8 episodios Victoria, centrada en la subida al trono de la Reina Victoria del Reino Unido. Coleman confesó que no estaba informada sobre la historia victoriana, sino que investigó para el papel. Cuando fue entrevistada en el programa de la BBC 4 Woman's Hour, Coleman expresó su admiración hacia la monarca. Se ha confirmado que la serie tendría una segunda temporada a estrenar en 2017.

## Vida personal
Mantuvo una relación con Richard Madden desde 2012 a 2015. 
Coleman ha estado involucrada en obras de caridad en Sudáfrica sensibilizando a la población del VIH colaborando con la fundación One To One Children's Fund, de la cual es embajadora.
Jenna desde 2016 al 2020 mantenía una relación con el actor Tom Hughes, su compañero de rodaje, quien interpreta al príncipe Albert, en la miniserie Victoria. Según el diario británico The Sun, ambos decidieron terminar su relación en julio de 2020, a finales del 2020 comenzó una relación con el director Jamie Childs, en mayo del 2024 anunció que estaban esperando a su primer hijo, que nació en octubre del 2024.

## Filmografía

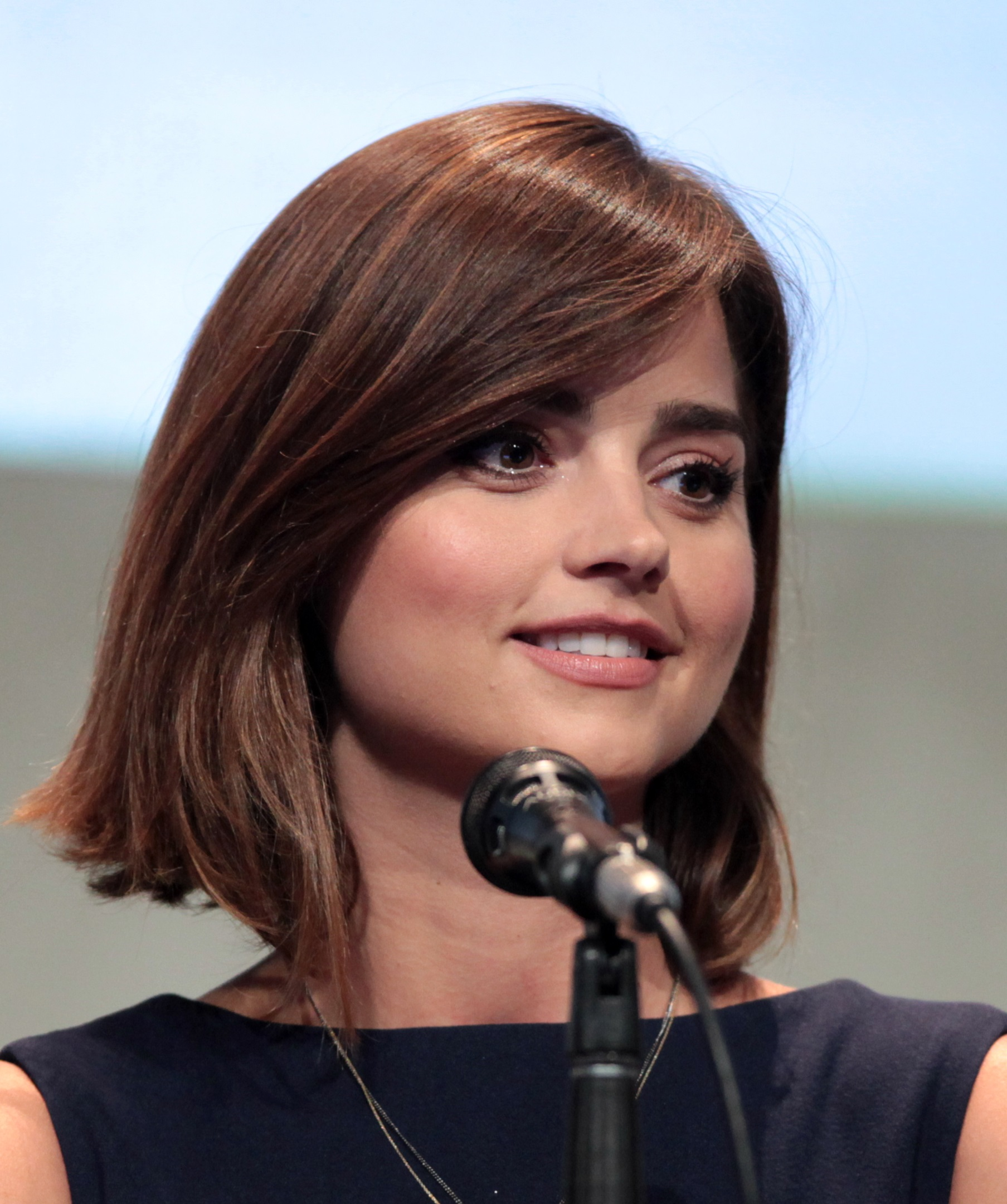
Coleman en la Convención Internacional de Cómics de San Diego en 2015.

### Televisión
| Año       | Título                      | Papel                | Notas         |
| --------- | --------------------------- | -------------------- | ------------- |
| 2005–2009 | Emmerdale Farm              | Jasmine Thomas       | 168 episodios |
| 2009      | Waterloo Road               | Lindsay James        | 9 episodios   |
| 2012      | Room At The Top             | Susan Brown          |               |
| 2012–2015 | Doctor Who                  | Clara Oswald         | 3 temporadas  |
| 2013      | Dancing on the Edge         | Rosie Williams       |               |
| 2013      | La muerte llega a Pemberley | Lydia Wickham        |               |
| 2016–2019 | Victoria                    | Reina Victoria       |               |
| 2018      | The Cry                     | Joanna               | Miniserie     |
| 2021      | The Serpent                 | Marie-Andrée Leclerc | Miniserie     |
| 2022      | The Sandman                 | Johanna Constantine  |               |
| 2023      | Senderos Peligrosos         | Olivia "Liv" Taylor  |               |

### Cine
| Año  | Título                              | Papel         | Notas        |
| ---- | ----------------------------------- | ------------- | ------------ |
| 2011 | Capitán América: el primer vengador | Connie        |              |
| 2012 | Imaginary Forces                    | Ellen         | Cortometraje |
| 2016 | Me Before You                       | Katrina Clark |              |

### Videojuegos
| Año  | Título                                                     | Papel          | Notas                                |
| ---- | ---------------------------------------------------------- | -------------- | ------------------------------------ |
| 2005 | Drakengard 2                                               | Manah          | Rol sin acreditar                    |
| 2010 | Xenoblade Chronicles                                       | Princesa Melia | Doblaje inglés de videojuego japonés |
| 2015 | Lego Dimensions                                            | Clara Oswald   |                                      |
| 2020 | Xenoblade Chronicles: Definitive Edition/ Future Connected | Princesa Melia |                                      |
| 2022 | Xenoblade Chronicles 3                                     | Reina Melia    |                                      |

## Premios y nominaciones
| Año  | Premio                             | Categoría                                       | Trabajo              | Resultado |
| ---- | ---------------------------------- | ----------------------------------------------- | -------------------- | --------- |
| 2006 | National Television Awards         | Actriz Revelación más Popular                   | Emmerdale            | Nominada  |
| 2006 | The British Soap Awards            | Mejor Actriz Revelación                         | Emmerdale            | Nominada  |
| 2009 | The British Soap Awards            | Mejor Actuación Dramática                       | Emmerdale            | Nominada  |
| 2009 | The British Soap Awards            | Mujer más Sexy                                  | Emmerdale            | Nominada  |
| 2009 | The British Soap Awards            | Mejor Actriz                                    | Emmerdale            | Nominada  |
| 2013 | Behind the Voice Actors Award      | Mejor Actuación Vocal Femenina en un Videojuego | Xenoblade Chronicles | Nominada  |
| 2013 | Behind the Voice Actors Award      | Mejor Reparto Vocal en un Videojuego            | Xenoblade Chronicles | Nominada  |
| 2013 | Nickelodeon UK Kids' Choice Awards | Actriz Británica Favorita                       | Doctor Who           | Nominada  |
| 2013 | TV Choice Award                    | Mejor Actriz                                    | Doctor Who           | Nominada  |
| 2014 | Glamour Awards                     | Actriz Británica de Televisión                  | Doctor Who           | Ganadora  |
| 2015 | Premio Saturn                      | Mejor Actriz de Reparto en Televisión           | Doctor Who           | Nominada  |
| 2015 | TV Choice Award                    | Mejor Actriz                                    | Doctor Who           | Ganadora  |
| 2015 | BAFTA Cymru                        | Mejor Actriz                                    | Doctor Who           | Nominada  |